# Pogonioefferia
Pogonioefferia is een vliegengeslacht uit de familie van de roofvliegen (Asilidae).

## Soorten
- P. anza (Forbes, 1988)
- P. argentifrons (Hine, 1911)
- P. argyrosoma (Hine, 1911)
- P. auripila (Hine, 1916)
- P. basini (Wilcox, 1966)
- P. benedicti (Bromley, 1940)
- P. bexarensis (Bromley, 1934)
- P. bicaudata (Hine, 1919)
- P. cabeza (Wilcox, 1966)
- P. californicus (Schaeffer, 1916)
- P. cana (Hine, 1916)
- P. canella (Bromley, 1934)
- P. clementei (Wilcox & Martin, 1945)
- P. coquilletti (Hine, 1919)
- P. deserti (Wilcox, 1966)
- P. dubius (Williston, 1885)
- P. ehrenbergi (Wilcox, 1966)
- P. frewingi (Wilcox, 1966)
- P. helenae (Bromley, 1951)
- P. inflata (Hine, 1911)
- P. kelloggi (Wilcox, 1966)
- P. mesquite (Bromley, 1951)
- P. monki (Bromley, 1951)
- P. mortensoni (Wilcox, 1966)

- P. nemoralis (Hine, 1911)
- P. neoinflata (Wilcox, 1966)
- P. pallidula (Hine, 1911)
- P. parkeri (Wilcox, 1966)
- P. pilosus (Hine, 1919)
- P. plena (Hine, 1916)
- P. pogonias (Wiedemann, 1821)
- P. prairiensis (Bromley, 1934)
- P. rapax (Osten-Sacken, 1887)
- P. splendens (Williston, 1901)
- P. staminea (Williston, 1885)
- P. texana (Banks in Hine, 1919)
- P. triton (Osten-Sacken, 1887)
- P. truncata (Hine, 1911)
- P. utahensis (Bromley, 1937)
- P. varipes (Williston, 1885)
- P. wilcoxi (Bromley, 1940)
- P. yermo (Wilcox, 1966)
- P. yuma (Wilcox, 1966)